# Ingrid Skjoldvær
Ingrid Skjoldvær (nascida em 8 de agosto de 1993) é uma ambientalista norueguesa e ex-presidente da organização ambiental Natur og Ungdom. Ela é de Sortland em Vesterålen e ocupou vários cargos na organização, mais recentemente como vice-presidente, antes de ser eleita chefe da organização no dia 10 de janeiro de 2016, cargo que ocupou até 2017.

## Activismo ambiental
Skjoldvær estava envolvida nas acções contra o projecto de mineração da Nordic Mining em Førdefjorden em fevereiro de 2016. Para além deste evento, ela esteve particularmente envolvida na acção da Natur og Ungdom contra o petróleo. Skjoldvær também foi empregada na fundação ambiental Bellona como consultora sénior de petróleo e, anteriormente, fez parte do Conselho Nacional da Sociedade Norueguesa para a Conservação da Natureza, de 2015 a 2017.
Durante 2018, a Natur og Ungdom uniu forças com a Greenpeace e a Grandparents Climate Campaign para processar o governo norueguês por abrir novas áreas do Ártico para a prospecção de petróleo. A coligação dos três grupos ambientalistas argumentou que a acção do governo violou a Constituição Norueguesa, bem como o compromisso da nação com o Acordo de Paris. Os tribunais decidiram que a perfuração ártica actual e proposta não violou o direito constitucional a um clima saudável.
No entanto, o sucesso acabou por chegar para Skjoldvær em abril de 2019, quando as acções de Folkeaksjonen, bem como a sua colaboração com outras ONGs e políticos noruegueses levaram à proteção permanente de Lofoten, Vesterålen e Senja da perfuração de petróleo.